# Hyalurga domingonis
Hyalurga domingonis là một loài bướm đêm thuộc phân họ Arctiinae, họ Erebidae.